# El hombre de la luna (miniserie)
El hombre de la luna es una miniserie boliviana, creada por Jac Avila y Pachamama Films para Telesistema Boliviano, y que se emitió entre 1995 y 1996. La serie se basa en la leyenda del Hombre lobo.

## Argumento
Luego de que el misterioso asesinato de una niña, inculpara a un vagabundo que yacía cerca de su cuerpo, Jonathan (Jac Ávila), un abogado expatriado que investiga el caso, tratará de indagar quien fue el verdadero culpable del misterioso crimen. Junto a él, se unen: Un Ch'makani (hombre de la oscuridad) que se comunica con los muertos, la gemela de la niña asesinada, un estudiante de intercambio estadounidense exiliado por piratería informática, la exesposa de Jonathan y una mujer misteriosa.

## Elenco
- Jac Avila como Jonathan
- Carmen Paintoux como Genevieve; Giselle
- Alberto Etcheverry como Mr. Emillieux
- Marco Antonio Paredes como El Hombre de la Luna
- Ricardo Ramos como Hans
- Vilma Arce como Madame Emillieux
- Vanessa Arguedas como Natasha
- María Cristina Peró como Laura
- Orlando Huanca como Phaxsi
- Henriette Zsabó como Nicole
- Eric Antoinne como Aaron

## Episodios

### Temporadas
| Temporada | Temporada | Episodios | Rango de episodios | Emisión original | Emisión original | Cadena original |
| Temporada | Temporada | Episodios | Rango de episodios | Inicio           | Final            | Cadena original |
| --------- | --------- | --------- | ------------------ | ---------------- | ---------------- | --------------- |
|           | 1         | 12        | 1 - 12             | 1995             | 1996             | TSB             |

### Emisión internacional
También se emitió en la cadena estadounidense Canal Sur.